# Økvæg
Økvæget er et urgammelt kvægslag, der oprindelig havde en udbredelse i hvert fald fra Skåne, Halland og Blekinge over de danske øer til Slesvig.
Dette kvæg havde – det slesvigske dog undtaget – i 1800-tallet et meget dårligt ry: Det var så slet bygget at det ikke egnede sig til slagtning, og det gav kun lidt mælk. Det forefandtes både ensfarvet og broget og i mangfoldige farver.
Kort sagt, det var hvad man kan kalde en landrace ligesom det islandske kvæg der nok er én race, men har en mangfoldighed af farver og aftegn. Der kan dog ud fra beskrivelserne ikke være nogen tvivl om at dette kvægs ringe ydeevne både hvad angår kød og mælk, i meget høj grad skyldtes den ringe røgt og pleje. Under kummerformerne kunne der altså meget vel skjule sig betydelig bedre arvelige anlæg.
Omkring midten af århundredet tog man på grund af de faldende kornpriser fat på at "forbedre kvæget". Det der interesserede landbrugsskribenterne, var hvad man gjorde på de store gårde. Og dér importerede man rødt kvæg fra Slesvig: Anglerkvæget, Ballumkvæget og det nordslesvigske kvæg. Det gik så godt og så hurtigt med at fortrængningskrydse økvæget at man allerede i 1878 erklærede det røde kvæg for en race Rødt Dansk Malkekvæg (RDM).
Men det gik så hurtigt at der er al mulig grund til at tro at der ikke alene var tale om en fortrængningskrydsning, men også om at den røde del af økvæget ved den bedre røgt og pleje viste sig at være på højde med den slesvigske del af racen.
For datidens infrastruktur taget i betragtning er det vanskeligt at forklare et så hurtigt skift til RDM uden at antage at mange af de nye RDM-køer kun havde lidt eller slet intet slesvigsk blod i sig. Det er nemlig let at renavle rød farve da det er en vigende egenskab over for sort, men det er svært at bortavle brogethed da det også er en vigende egenskab over for ensfarvethed. Derfor var der langt op i tiden mange røde køer der havde hvide aftegn især ved bagben og yver.
Men der var ikke nogen der søgte efter økvæget de første mange årtier efter 1850. Det var nemlig slået fast at økvæget var noget skravl, der ikke var værd at samle på. Derfor er kildematerialet om økvæget også særdeles sparsomt.
Og så var der alligevel nogle der holdt fast ved det gamle landracekvæg – især på Bornholm. Dér dør de sidste dyr af økvæget først i 1950'erne. Dette kan bekræftes enten ved henvendelse til Bornholms Museum eller i litteraturen.
Ældre mennesker kan også berette om at i deres barndom – og hermed er vi ikke længere tilbage end mellemkrigstiden – var der enkelte steder et særdeles broget kvæg. Og en del af det kan næppe have været andet end økvæg. Således fandt familien Benzon fra Danmarks Husdyrpark angiveligt i begyndelsen af 1990'erne i en afkrog af landet en gammel mand der holdt fast ved sin slægtsgårds gamle kvæg.